# Rockabrunder

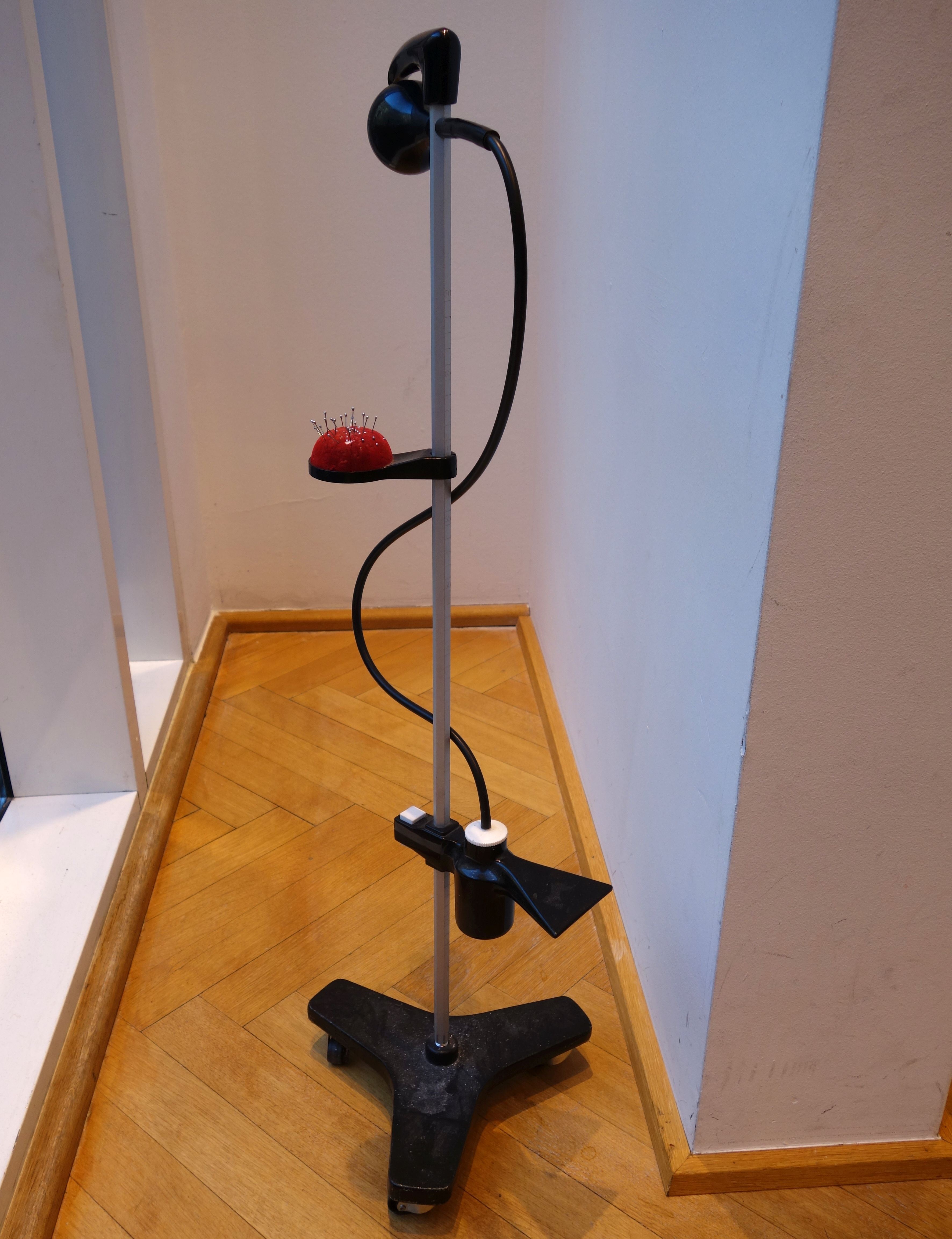
Rockabrunder mit Nadelkissen

Der Rockabrunder ist ein Arbeitsmittel in der Näherei. Er dient dazu, eine Saumkante an Röcken, Kleidern, Mänteln usw. zu markieren, die einen gleichmäßigen Abstand zum Boden aufweisen soll. Die Trägerin oder eine Schneiderbüste wird neben dem Rockabrunder platziert und der Rockabrunder um das abzukreidende Objekt bewegt. Professionelle Rockabrunder weisen dafür Rollfüße auf. Es sollte darauf geachtet werden, dass die Person dabei eine normale Haltung einnimmt, dass sie sich nicht betont aufrecht hinstellt. Im Zweifelsfall soll das Rockteil eines Kleidungsstück hinten eher länger sein, da es sich beim Gehen dort hebt.
Die meist gebrauchte Art des Rockabrunders besteht aus einer senkrechten Stange, die in einem Standfuß befestigt ist. Daran ist eine verschiebbare Zerstäuberdose mit Kreidepulver befestigt. Durch einen schlitzförmigen Auslass kann mit Hilfe eines Blaseballes das Kreidepulver auf den Stoff gepustet werden. Die Zerstäuberdose des Rockabrunders ist stufenlos verschiebbar.
Eine weitere Konstruktion verwendet anstelle eines Kreidegebläses eine Klappmechanik, mit deren Hilfe sehr exakt die Länge mit Stecknadeln abgesteckt wird. Die Höhe, bis zu der abgesteckt werden kann, ist durch die Kürze der Klappvorrichtung deutlich geringer als die ebenfalls begrenzte Höhe beim Kreideabrunder. Am Fuß befindet sich ein Nadelkissen.
Der Fadomat, ein gewerblich genutzter, aufwändigerer Rockabrunder, seit etwa 1982 auf dem Markt, markiert die Länge mit Fadenschlingen.
Anstelle eines Rockabrunders kann auch ein Lineal oder ein einfacher Stab verwendet werden. Die gleichmäßige Länge wird in diesem Fall mit Stecknadeln oder Schneiderkreide markiert. Ist der Saum bereits umgelegt, oder zur Anprobe wegen der besseren Beurteilung der geplanten Länge umgeheftet, wird oberhalb des Saumes eine beliebige Länge abgekreidet oder abgesteckt. Bei der Weiterverarbeitung wird von hier aus durch Heruntermessen die Länge ausgeglichen oder verändert.